# Sotírios Sotirópoulos
Sotírios Sotirópoulos (en grec moderne : Σωτήριος Σωτηρόπουλος) est un homme politique grec né en 1820 et mort le 6 mai 1898. Il est brièvement Premier ministre de Grèce de mai à novembre 1893.